# Cronologia da temporada de furacões no Atlântico de 2019
A temporada de furacões no oceano Atlântico de 2019 foi um evento na temporada anual de ciclones tropicais no Oceano Atlântico Norte. Foi a quarta temporada consecutiva de furacões no Atlântico acima do normal.  A temporada começou oficialmente em 1 de junho, 2019 e terminou em 30 de novembro, 2019. Essas datas, adotadas por convenção, descrevem historicamente o período de cada ano em que a maioria dos sistemas tropicais se forma. No entanto, a formação de tempestades é possível em qualquer época do ano, conforme demonstrado em 2019 pela formação da primeira tempestade denominada da temporada, Tempestade Subtropical Andrea, em maio. 20 A tempestade final da temporada, a tempestade tropical Sebastien, fez a transição para um ciclone extratropical em 25 de novembro.
A National Oceanic and Atmospheric Administration é 2019 outlook sazonal pediu 10 – 17 tempestades nomeadas, incluindo 5 – 9 furacões e 2 – 4 grandes furacões. Ao todo, a temporada produziu 18 tempestades nomeadas, incluindo seis furacões, dos quais três se intensificaram em grandes furacões. Dois grandes furacões, Dorian e Lorenzo, tornaram-se tempestades de categoria 5, fazendo com que a temporada se tornasse a quarta consecutiva com pelo menos um furacão de categoria 5. Dorian infligiu danos catastróficos nas Bahamas. O furacão matou pelo menos 70 pessoas e causou danos de pelo menos US $ 3,4 mil milhões, tornando-o o furacão mais caro da história do país. Embora Lorenzo não tenha afetado a terra como um furacão de categoria 5, ele causou US $ 367 milhões em danos e matou 19, com mais da metade das mortes sendo atribuídas ao naufrágio de um rebocador conhecido como Bourbon Rhode. Em março de 2021, o nome Dorian foi retirado da reutilização no Atlântico Norte pela Organização Meteorológica Mundial.
Esta linha do tempo documenta formações de ciclones tropicais, fortalecimento, enfraquecimento, aterrissagens, transições extratropicais e dissipações durante a temporada. Inclui informações que não foram divulgadas durante a temporada, o que significa que os dados das análises pós-tempestade do National Hurricane Center, como uma tempestade que não foi avisada inicialmente, foram incluídos.
Por convenção, os meteorologistas usam um fuso horário ao emitir previsões e fazer observações: Tempo Universal Coordenado (UTC), e também usam o relógio de 24 horas (onde 00:00 = meia-noite UTC). O National Hurricane Center usa ambos UTC e o fuso horário onde o centro do ciclone tropical está localizado atualmente. Os fusos horários utilizados (leste a oeste) antes de 2020 eram: Atlântico, Leste e Central. Nesta linha do tempo, todas as informações são listadas por UTC primeiro com o respectivo horário regional incluído entre parênteses.

## Resumo sazonal

### Maio
20 de maio
- 18:00 UTC (2:00 PM AST ) em 28° 06′ N, 68° 36′ O  –  A tempestade subtropical Andrea se forma a partir de uma ampla área de baixa pressão cerca de 320 milhas náuticas (370 mi; 590 km) sudoeste das Bermudas.[11]

21 de maio
- 00:00 UTC (8:00 PM AST, 20 de maio) em 29° 06′ N, 68° 48′ O  –  A tempestade subtropical Andrea atinge o pico de intensidade com ventos sustentados máximos de 64 km/h (40 mph) e uma pressão barométrica mínima de 1,006 mbar (29.7 inHg), [c] cerca de 280 milhas náuticas (320 mi; 520 km) sudoeste das Bermudas.[11]
- 12h00 UTC (8:00 am AST) em 30° 36′ N, 69° 06′ O  –  A tempestade subtropical Andrea degenera em um remanescente baixo, e mais tarde é absorvida por uma frente fria de cerca de 60 milhas náuticas (69 mi; 110 km) sudoeste das Bermudas.[11]

### Junho
1 de Junho
- A temporada de furacões no oceano Atlântico de 2019 começa oficialmente.[3]

### Julho
11 de julho
- 00:00 UTC (7:00 pm CDT, 10 de maio) em 27° 48′ N, 87° 36′ O  –  Uma depressão tropical se forma a partir de uma baixa alongada sobre o extremo nordeste do Golfo do México, cerca de 170 milhas náuticas (200 mi; 310 km) ao sul de Mobile, Alabama.[12]
- 06:00 UTC (1:00 am CDT) em 27° 42′ N, 88° 00′ O  –  A depressão tropical no nordeste do Golfo do México se fortalece na tempestade tropical Barry, cerca de 170 milhas náuticas (200 mi; 310 km) ao sul de Mobile.[12]

12 de julho
- 18:00 UTC (1:00 PM CDT) em 28° 24′ N, 90° 42′ O  –  Tempestade tropical Barry atinge pressão mínima de 993 mbar (29.3 inHg), ao sul da costa centro -sul da Louisiana.[12]

13 de julho

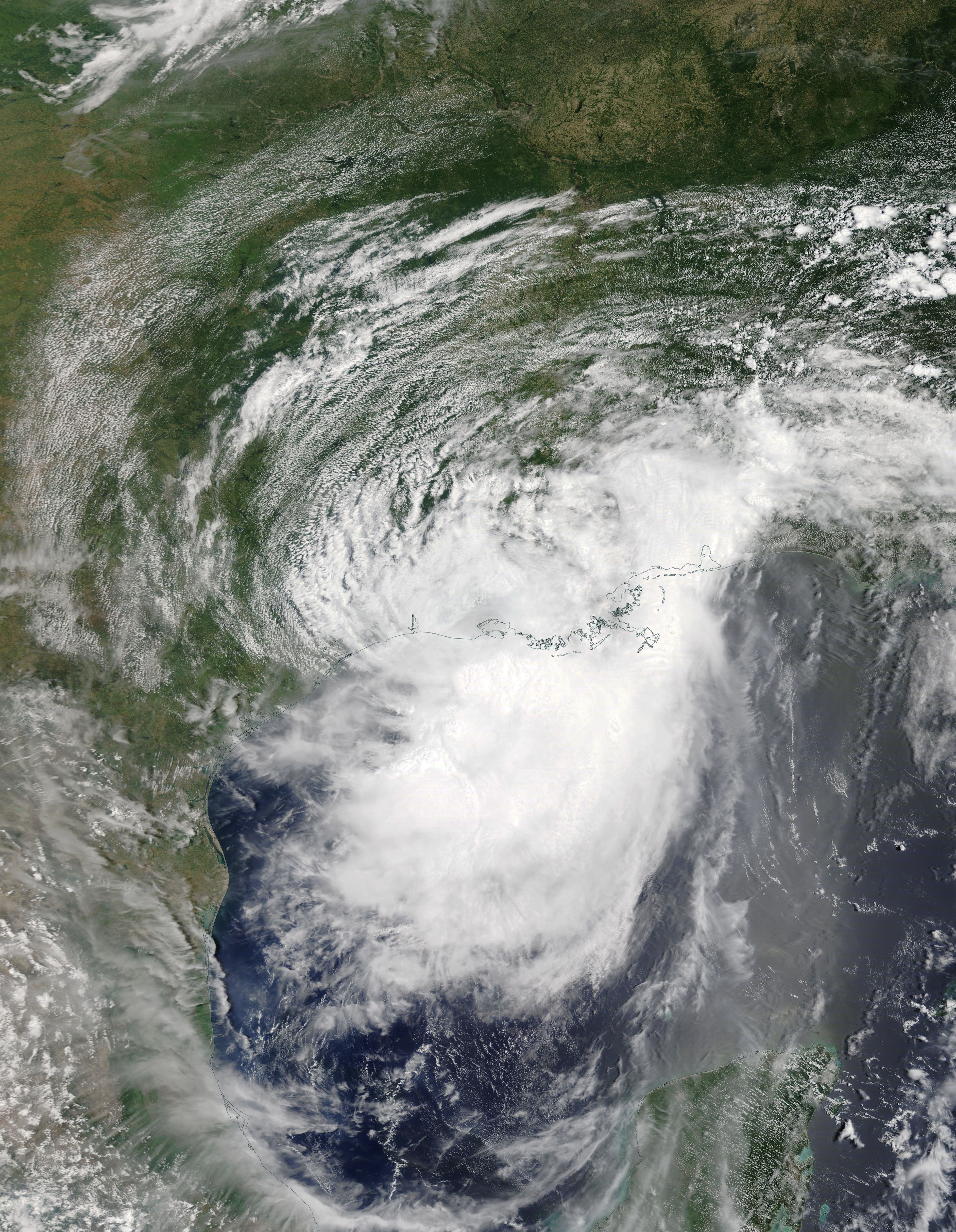
Furacão Barry logo após atingir a costa do Golfo da Louisiana em 13 de julho

- 12h00 UTC (7:00 am CDT) em 29° 18′ N, 91° 54′ O  –  Tempestade tropical Barry se fortalece para uma furacão categoria 1 e, simultaneamente, atinge a velocidade máxima do vento sustentado de 121 km/h (75 mph), ao sul da costa centro-sul da Louisiana.[12]
- 15:00 UTC (10:00 am CDT) em 29° 36′ N, 92° 12′ O  –  O furacão Barry atinge a costa cerca de 10 milhas náuticas (12 mi; 19 km) leste-sudeste de Pecan Island, Louisiana.[12]
- 18:00 UTC (1:00 PM CDT) em 29° 54′ N, 92° 24′ O  –  O furacão Barry se torna uma tempestade tropical no interior, cerca de 12 milhas náuticas (14 mi; 22 km) leste-sudeste de Intracoastal City, Louisiana.[12]

15 de julho
- 00:00 UTC (7:00 PM CDT, 14 de julho) em 33° 00′ N, 93° 36′ O  –  A tempestade tropical Barry enfraquece em uma depressão tropical de cerca de 205 milhas náuticas (240 mi; 380 km) noroeste de Intracoastal City.
- 12h00 UTC (7:00 am CDT) em 34° 42′ N, 93° 36′ O  –  A tempestade tropical Barry torna-se uma baixa remanescente no oeste do Arkansas e, subsequentemente, se dissipa no sul do Missouri.[12]

22 de julho
- 12h00 UTC (8:00 am EDT ) em 24° 36′ N, 77° 24′ O  –  Depressão tropical Três formas de uma onda tropical de cerca de 40 mi (65 km) a leste da Ilha de Andros nas Bahamas.[13]

23 de julho
- 06:00 UTC (2:00 am EDT) em 26° 54′ N, 79° 36′ O  –  A Depressão Tropical Três atinge o pico de intensidade com ventos sustentados máximos de 30 nós (Predefinição:Convert/mph km/h) e uma pressão mínima de 1,013 mbar (29.9 inHg), 105 milhas náuticas (120 mi; 190 km) ao sul-sudeste de Cape Canaveral, Florida.[13]
- 12h00 UTC (8:00 am EDT) em 28° 36′ N, 80° 00′ O  –  Depressão tropical três degenera em um remanescente baixo cerca de 30 milhas náuticas (35 mi; 56 km) leste-nordeste de Cabo Canaveral, Flórida, e se dissipa logo depois.[13]

### agosto
20 de agosto

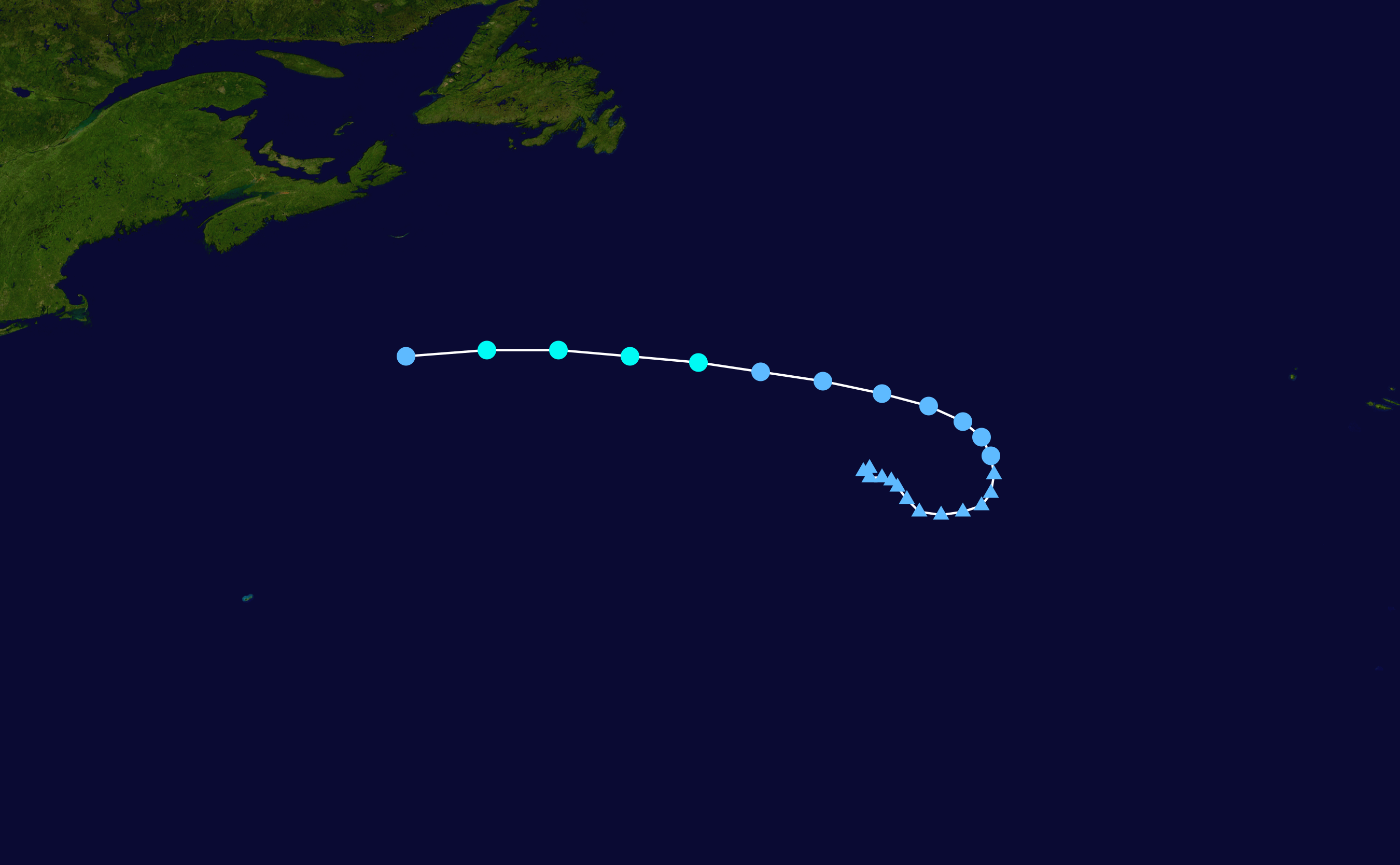
Rastreamento da tempestade tropical Chantal

- 18:00 UTC (2:00 PM AST) em 40° 06′ N, 59° 42′ O  –  A Depressão Tropical Quatro se desenvolve a partir de uma área de baixa pressão de cerca de 370 mi (590 km) a sudeste de Halifax, Nova Scotia.[14]

21 de agosto
- 00:00 UTC (8:00 PM AST, 20 de agosto) em 40° 18′ N, 57° 06′ O  –  A Depressão Tropical Quatro se torna a Tempestade Tropical Chantal, e simultaneamente atinge seu pico de intensidade com ventos sustentados máximos de 64 km/h (40 mph) e uma pressão mínima de 1,007 mbar (29.7 inHg).[14]

22 de agosto
- 00:00 UTC (8:00 PM AST, 21 de agosto) em 39° 36′ N, 48° 18′ O  –  A tempestade tropical Chantal enfraquece para uma depressão tropical de cerca de 547 mi (880 km) ao sul-sudeste de Cape Race, Newfoundland.[14]

23 de agosto
- 18:00 UTC (2:00 PM AST) em 36° 18′ N, 40° 48′ O  –  Depressão tropical Chantal degenera em uma baixa remanescente e, subsequentemente, se dissipa cerca de 823 mi (1.324 km) a sudeste de Cape Race.[14]

24 de agosto
- 06:00 UTC (2:00 am AST) em 10° 18′ N, 46° 24′ O  –  Depressão tropical Cinco formas de uma onda tropical de aproximadamente 810 mi (1.300 km) leste-sudeste de Barbados.[15]
- 18:00 UTC (2:00 PM AST) em 10° 36′ N, 48° 42′ O  –  A Depressão Tropical Cinco se transforma em Tempestade Tropical Dorian.[15]

26 de agosto
- 12h00 UTC (8:00 am EDT) em 31° 42′ N, 72° 42′ O  –  A Depressão Tropical Seis formas de uma ampla área de baixa pressão cerca de 350 mi (560 km) ao sul-sudeste de Cape Hatteras, North Carolina.[16]

27 de agosto
- 01:30 UTC (9:30 PM AST, 26 de agosto) em 25° 18′ N, 71° 00′ O  –  A tempestade tropical Dorian atinge Barbados com ventos sustentados de 84 km/h (52 mph).[15]
- 11:00 UTC (7:00 am AST) em 14° 00′ N, 60° 54′ O  –  A tempestade tropical Dorian atinge a costa de Santa Lúcia com ventos sustentados de 84 km/h (52 mph).[15]
- 18:00 UTC (2:00 PM EDT) em 31° 18′ N, 71° 36′ O  –  A Depressão Tropical Seis se fortalece na Tempestade Tropical Erin.[16]

28 de agosto
- 06:00 UTC (2:00 am EDT) em 32° 12′ N, 72° 24′ O  –  A tempestade tropical Erin atinge o pico de intensidade com ventos máximos sustentados de 64 km/h (40 mph) e uma pressão barométrica mínima de 1,002 mbar (29.6 inHg).[16]
- 15:30 UTC (11:30 am AST) em 17° 48′ N, 64° 36′ O  –  Tempestade tropical Dorian se fortalece para uma furacão categoria 1 e, simultaneamente, atinge a costa de Saint Croix, nas Ilhas Virgens dos Estados Unidos, com ventos sustentados de 121 km/h (75 mph).[15]
- 18:00 UTC (2:00 PM AST) em 18° 24′ N, 65° 06′ O  –  O furacão Dorian atinge a costa de Saint Thomas, nas Ilhas Virgens dos EUA, com ventos sustentados de 130 km/h (81 mph).[15]
- 18:00 UTC (2:00 PM EDT) em 33° 54′ N, 73° 00′ O  –  A tempestade tropical Erin enfraquece para uma depressão tropical.[16]

29 de agosto
- 12h00 UTC (8:00 am EDT) em 36° 54′ N, 70° 54′ O  –  A Depressão Tropical Erin transita para um ciclone extratropical cerca de 290 mi (460 km) a leste de Norfolk, Virgínia e mais tarde é absorvido por uma baixa extratropical maior.[16]

30 de agosto
- 03:00 UTC (11:00 PM AST, 29 de agosto) em 23° 18′ N, 68° 24′ O  –  Furacão Dorian torna-se uma furacão categoria 2 aproximadamente 295 mi (470 km) leste-nordeste do sudeste das Bahamas.[17]
- 18:00 UTC (2:00 PM AST) em 24° 48′ N, 70° 18′ O  –  Furacão Dorian torna-se uma furacão categoria 3 aproximadamente 445 mi (715 km) a leste do noroeste das Bahamas.[18]

31 de agosto
- 00:30 UTC (8:30 PM AST, 30 de agosto) em 25° 18′ N, 71° 00′ O  –  O furacão Dorian se transforma em um furacão de categoria 4 de aproximadamente 400 mi (645 km) a leste do noroeste das Bahamas.[19]

### setembro
dia 1 de Setembro

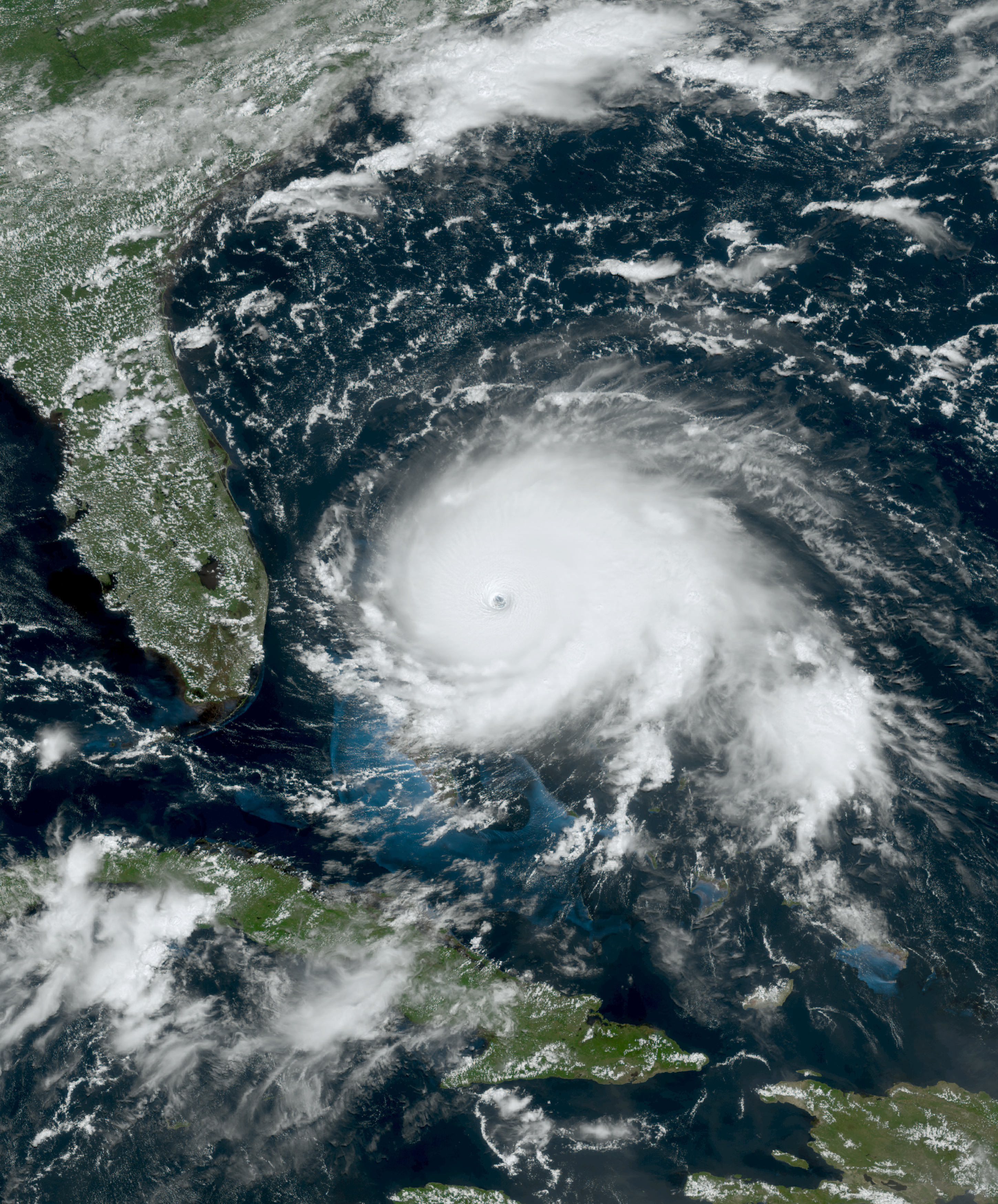
Furacão Dorian próximo ao pico de intensidade, atingindo a costa de Great Abaco em 1 de setembro

- 12h00 UTC (8:00 am EDT) em 26° 30′ N, 76° 30′ O  –  Furacão Dorian torna-se uma furacão categoria 5 a leste de Great Abaco, Bahamas.[20]
- 16h40 UTC (12:40 PM EDT) em 26° 30′ N, 77° 00′ O  –  O furacão Dorian atinge seu pico de intensidade com ventos sustentados máximos de 298 km/h (185 mph) e uma pressão mínima de 910 mbar (27 inHg) e, simultaneamente, atinge a costa em Elbow Cay, nas Ilhas Abaco, nas Bahamas.[15]

2 de setembro
- 02:15 UTC (10:15 PM EDT, 1 de setembro) em 26° 36′ N, 77° 54′ O  –  O furacão Dorian atinge a costa em South Riding Point, Grand Bahama, com ventos sustentados máximos de 286 km/h (178 mph).[15]
- 15:00 UTC (11:00 sou EDT) em 26° 48′ N, 78° 18′ O  –  Furacão Dorian enfraquece para uma furacão categoria 4 aproximadamente 30 mi (50 km) a nordeste de Freeport, Bahamas.[21]

3 de setembro
- 5:00 UTC (1:00 am EDT) em 26° 48′ N, 78° 24′ O  –  Furacão Dorian enfraquece para uma furacão categoria 3 aproximadamente 25 mi (40 km) a nordeste de Freeport, Bahamas.[22]
- 12h00 UTC (7:00 am CDT) em 23° 24′ N, 94° 42′ O  –  A tempestade tropical Fernand se forma a partir de uma baixa de nível superior de aproximadamente 200 mi (310 km) a leste de La Pesca, Tamaulipas.[23]
- 15:00 UTC (11:00 am EDT) em 27° 06′ N, 78° 36′ O  –  Furacão Dorian enfraquece para uma furacão categoria 2 aproximadamente 45 mi (70 km) ao norte de Freeport, Bahamas.[24]
- 18:00 UTC (2:00 PM AST) em 18° 06′ N, 32° 06′ O  –  Depressão tropical Oito formas de uma onda tropical de aproximadamente 455 mi (732 km) a oeste das ilhas de Cabo Verde.[25]

4 de setembro
- 00:00 UTC (7:00 am CDT, 3 de setembro) em 23° 06′ N, 96° 06′ O  –  A tempestade tropical Fernand atinge o pico de intensidade com ventos sustentados máximos de 84 km/h (52 mph) e uma pressão barométrica mínima de 1,000 mbar (30 inHg).[23]
- 00:00 UTC (8:00 PM AST, 3 de setembro) em 18° 42′ N, 32° 36′ O  –  A Depressão Tropical Oito fortalece a Tempestade Tropical Gabrielle.[25]
- 15:30 UTC (10:30 am CDT) em 24° 18′ N, 97° 42′ O  –  A tempestade tropical Fernand atinge a terra por volta de 29 mi (46 km) ao norte-nordeste de La Pesca.[23]
- 18:00 UTC (1:00 PM CDT) em 24° 18′ N, 98° 00′ O  –  A tempestade tropical Fernand enfraquece para uma depressão tropical[23] e depois se dissipa cerca de 130 mi (205 km) oeste-sudoeste da foz do Rio Grande.[26] Tempestade tropical Gabrielle sobre o oceano aberto em 4 de setembro

5 de setembro

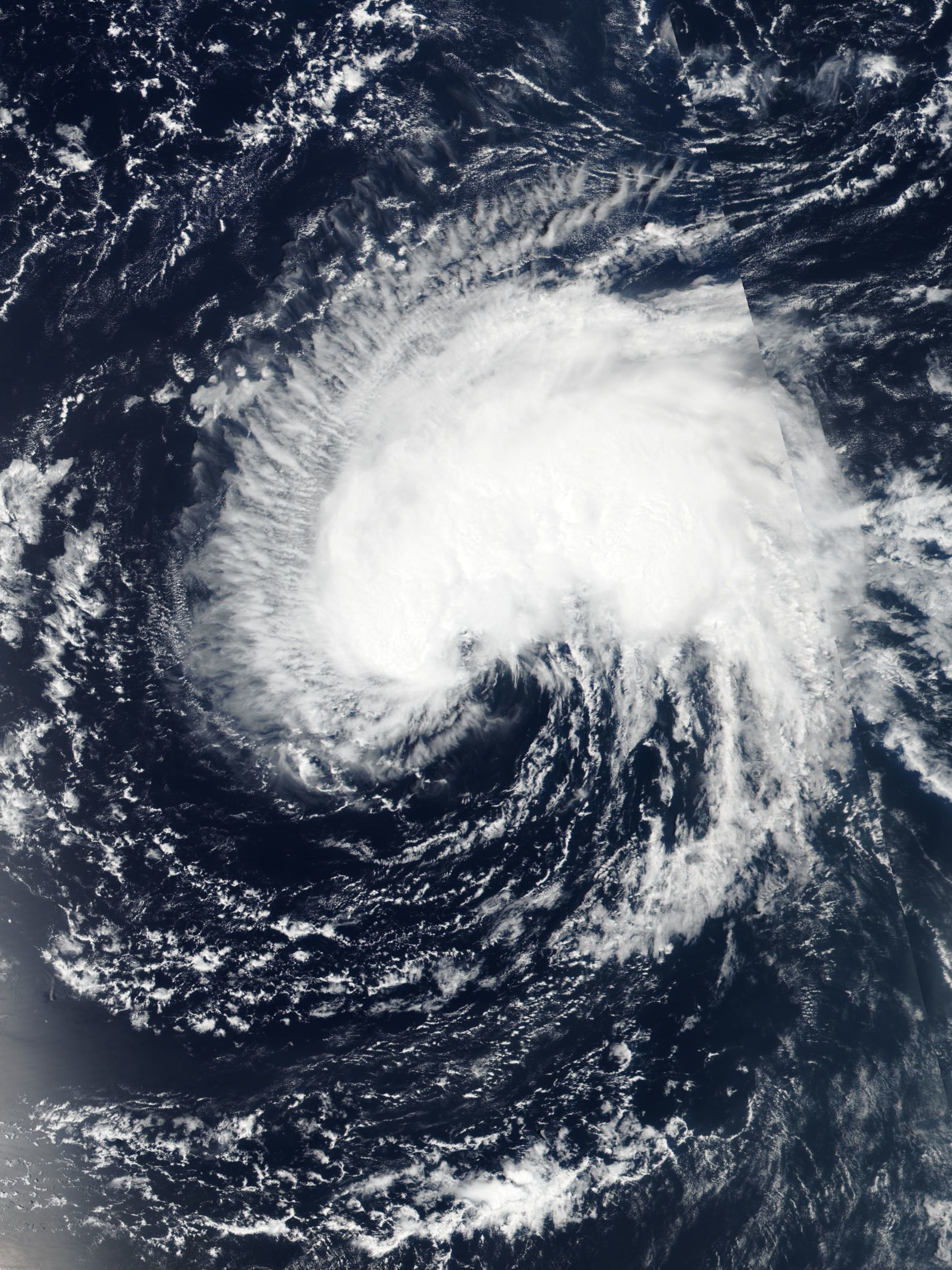
Tempestade tropical Gabrielle sobre o oceano aberto em 4 de setembro

- 03:00 UTC (11:00 PM EDT 4 de setembro) em 31° 18′ N, 79° 36′ O  –  O furacão Dorian se intensifica novamente para uma furacão categoria 3 aproximadamente 105 mi (170 km) ao sul de Charleston, Carolina do Sul[27]
- 15:00 UTC (11:00 am EDT) em 32° 30′ N, 79° 06′ O  –  Furacão Dorian novamente enfraquece para uma furacão categoria 2 aproximadamente 50 mi (80 km) leste-sudeste de Charleston, South Carolina.[28]

6 de setembro
- 12:30 UTC (8:30 am EDT) em 35° 18′ N, 75° 30′ O  –  O furacão Dorian atinge o Cabo Hatteras, na Carolina do Norte, com ventos sustentados máximos de 158 km/h (98 mph).[15]

07 de setembro
- 18:00 UTC (2:00 PM AST) em 42° 48′ N, 64° 36′ O  –  O furacão Dorian se torna um forte (92 mph; 150 km/h) ciclone pós-tropical.[15] cerca de 140 mi (225 km) ao sul-sudoeste de Halifax, Nova Scotia.[29]
- 22:15 UTC (6:15 PM AST) em 44° 42′ N, 63° 24′ O  –  O ciclone pós-tropical Dorian atinge a costa perto de Sambro Creek, na Nova Escócia, por volta de 15 mi (25 km) ao sul de Halifax com ventos máximos sustentados de 160 km/h (100 mph).[30]

8 de setembro

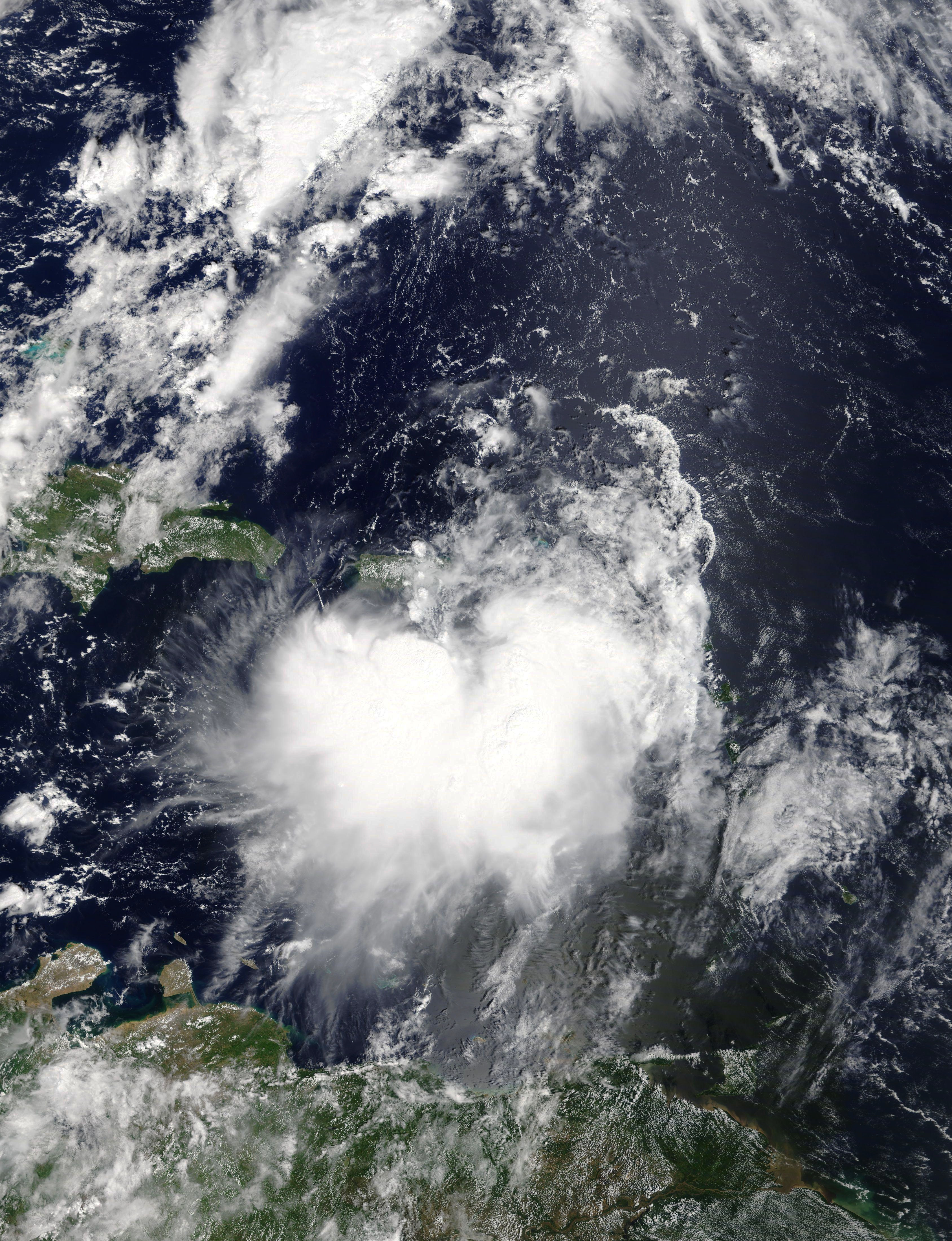
Tempestade tropical Karen em 24 de setembro

- 06:00 UTC (2:00 am AST) em 47° 36′ N, 61° 54′ O  –  O ciclone pós-tropical Dorian torna-se extratropical sobre o Golfo de St. Lawrence e é subsequentemente absorvido por uma baixada extratropical maior sobre o oceano Atlântico norte.[15]
- 18:00 UTC (2:00 PM AST) em 34° 30′ N, 49° 18′ O  –  A tempestade tropical Gabrielle atinge o pico de intensidade com ventos máximos sustentados de 101 km/h (63 mph) e uma pressão barométrica mínima de 995 mbar (29.4 inHg).

10 de setembro
- 12h00 UTC (8:00 am AST) em 43° 18′ N, 39° 06′ O  –  A tempestade tropical Gabrielle transita para um ciclone extratropical de cerca de 425 nmi (787 km; 489 mi) noroeste das ilhas dos Açores ocidentais e depois se dissipa.[25]

13 de setembro
- 18:00 UTC (2:00 PM EDT) em 25° 12′ N, 74° 42′ O  –  Depressão tropical Nove formas de uma onda tropical de cerca de 86 mi (139 km) a leste de Eleuthera Island, Bahamas.[31]

14 de setembro
- 03:00 UTC (11:00 PM EDT, 13 de setembro) em 25° 36′ N, 75° 12′ O  –  A Depressão Tropical Nove se fortalece para a Tempestade Tropical Humberto, cerca de 225 mi (365 km) leste-sudeste de Freeport, Bahamas.[32]

16 de setembro

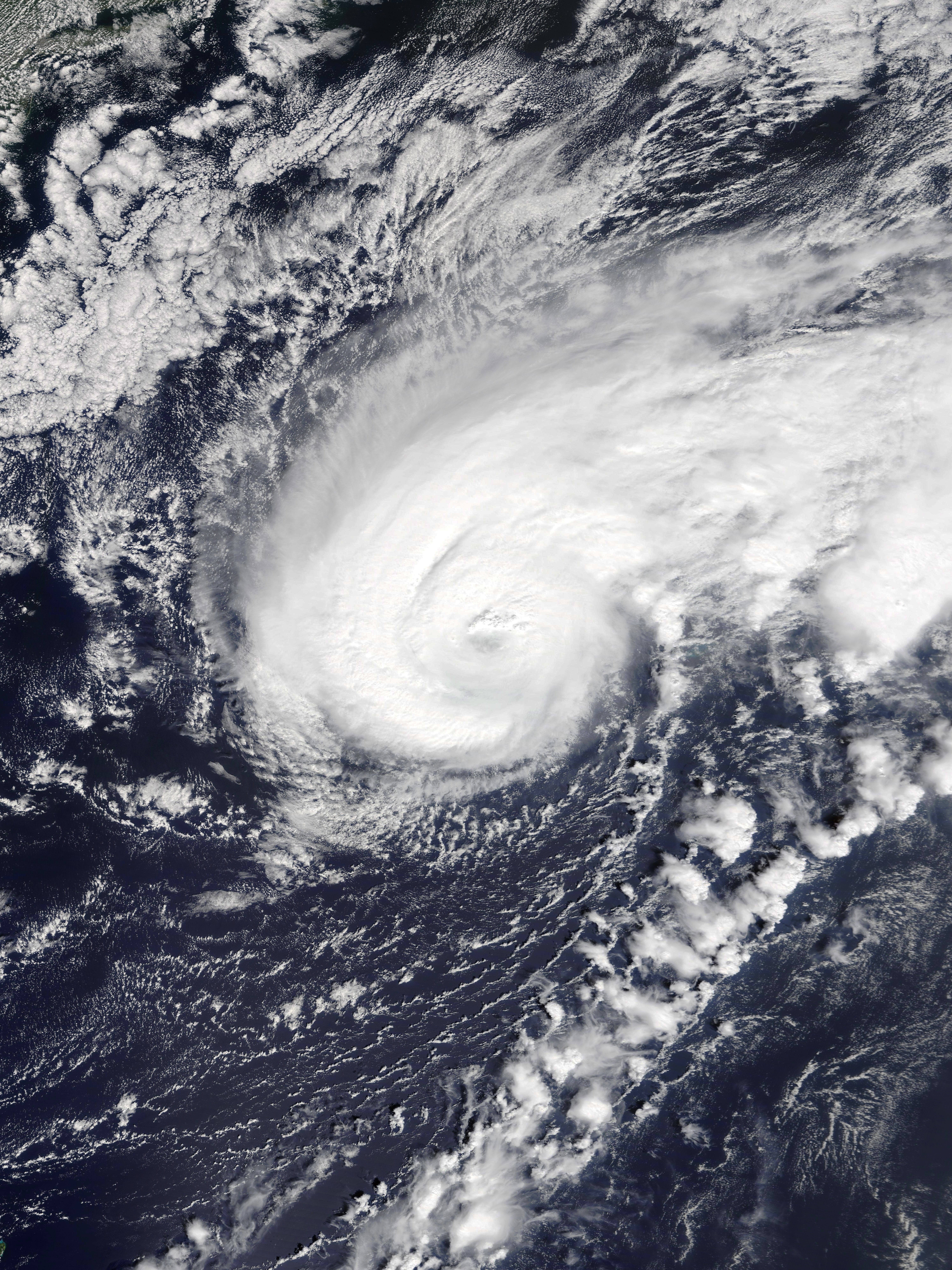
Furacão Humberto como um grande furacão de categoria 3 em 18 de setembro

- 00:00 UTC (8:00 PM EDT, 15 de setembro) em 29° 06′ N, 78° 06′ O  –  Tempestade tropical Humberto se fortalece para uma furacão categoria 1 cerca de 170 mi (280 km) a leste-nordeste de Cabo Canaveral, Flórida.[31]

17 de setembro
- 00:00 UTC (8:00 PM AST, 10 de setembro) em 12° 48′ N, 43° 30′ O  –  Depressão tropical Dez formas de uma onda tropical de cerca de 1.090 mi (1.760 km) a leste das Ilhas de Barlavento.[33]
- 12h00 UTC (8:00 am EDT) em 30° 36′ N, 74° 00′ O  –  O furacão Humberto se intensifica em um furacão de categoria 2 de aproximadamente 555 mi (895 km) a oeste das Bermudas.[34]
- 12h00 UTC (7:00 am CDT) em 28° 18′ N, 95° 42′ O  –  A Depressão Tropical Onze se forma de uma depressão de nível médio a superior cerca de 46 mi (74 km) a sudoeste de Freeport, Texas.[35]
- 15:00 UTC (10:00 am CDT) em 28° 36′ N, 95° 30′ O  –  A Depressão Tropical Onze fortalece a Tempestade Tropical Imelda.[35]
- 17:45 UTC (12:45 PM CDT) em 28° 54′ N, 95° 24′ O  –  A tempestade tropical Imelda atinge o pico de intensidade com ventos máximos sustentados de 74 km/h (46 mph) e uma pressão barométrica mínima de 1,003 mbar (29.6 inHg), e simultaneamente faz landfall perto de Freeport.[35]

18 de setembro
- 00:00 UTC (8:00 PM AST 17 de setembro) em 31° 12′ N, 71° 36′ O  –  Furacão Humberto ganha força para uma furacão categoria 3 aproximadamente 405 mi (655 km) oeste-sudoeste das Bermudas.[36]
- 00:00 UTC (7:00 PM CDT 17 de setembro) em 29° 36′ N, 95° 24′ O  –  A tempestade tropical Imelda enfraquece para uma depressão tropical de aproximadamente 5 mi (10 km) ao norte de Houston, Texas.[37]
- 06:00 UTC (2:00 am AST) em 14° 00′ N, 47° 24′ O  –  A Depressão Tropical Ten se fortalece com a Tempestade Tropical Jerry.[33]
- 18:00 UTC (2:00 PM AST) em 32° 30′ N, 67° 12′ O  –  O furacão Humberto atinge o pico de intensidade com ventos sustentados máximos de 201 km/h (125 mph) e uma pressão barométrica mínima de 950 mbar (28 inHg).[31]

19 de setembro

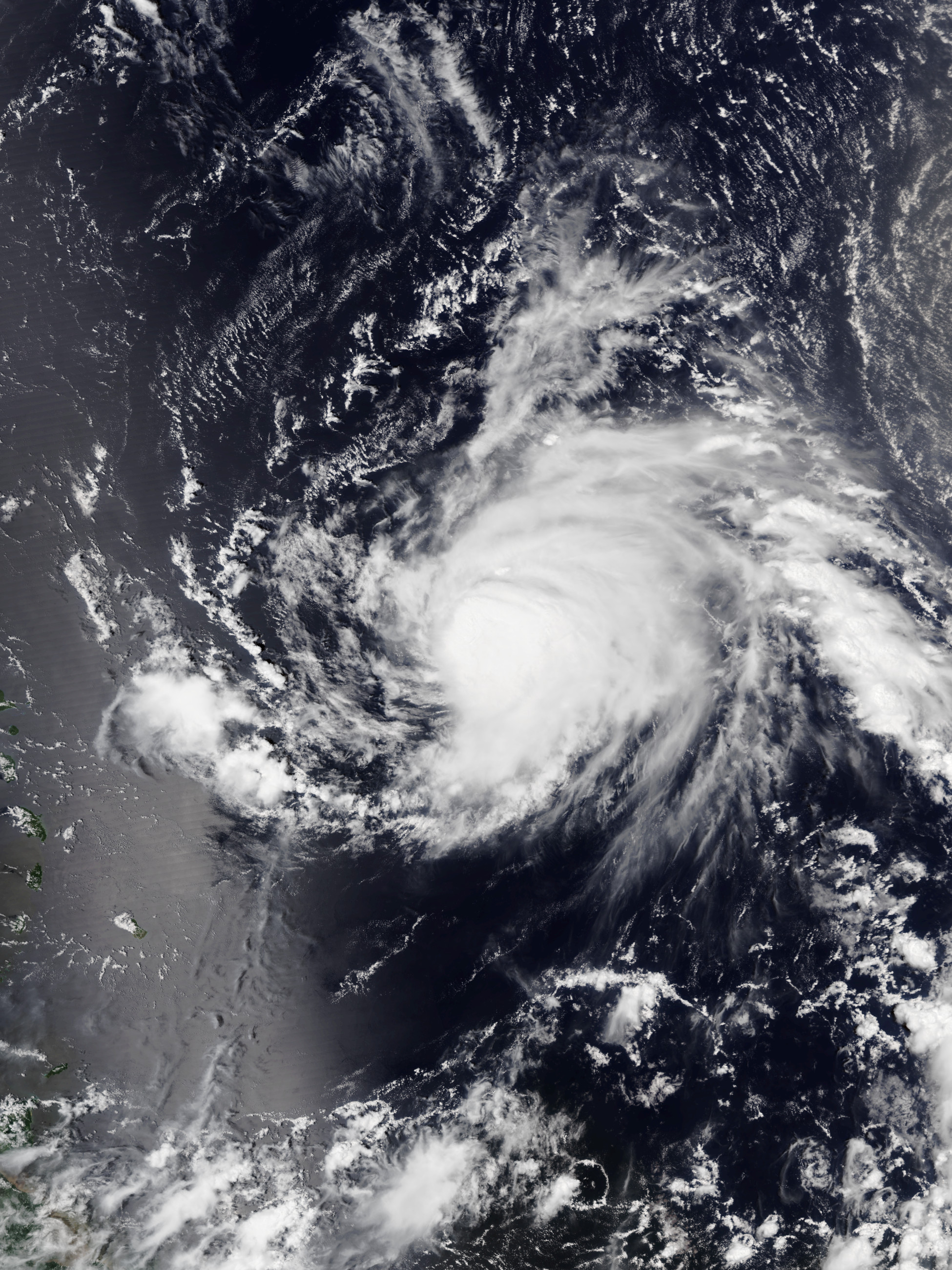
Furacão Jerry a leste das Ilhas Leeward em 19 de setembro

- 00:00 UTC (7:00 PM CDT, 18 de setembro) em 31° 06′ N, 94° 48′ O  –  Depressão tropical Imelda degenera em uma depressão de cerca de 120 mi (190 km) ao norte-nordeste de Houston e, subsequentemente, se dissipa.[35]
- 12:00 UTC (8:00 am AST) em 36° 00′ N, 60° 48′ O  –  Furacão Humberto enfraquece para uma furacão categoria 2.[31]
- 12h00 UTC (8:00 am AST) em 16° 30′ N, 53° 48′ O  –  Tempestade tropical Jerry ganha força para uma furacão categoria 1 cerca de 520 mi (830 km) a leste das Ilhas Leeward.[33]
- 18:00 UTC (2:00 PM AST) em 37° 42′ N, 59° 18′ O  –  Furacão Humberto enfraquece para uma furacão categoria 1.[31]

20 de setembro
- 00:00 UTC (8:00 PM AST 19 de setembro) em 39° 06′ N, 58° 30′ O  –  O furacão Humberto faz a transição para um ciclone extratropical cerca de 580 mi (930 km) ao sul-sudoeste de Cape Race, Newfoundland e mais tarde funde-se com um sistema extratropical baixo e frontal maior.[31]
- 00:00 UTC (8:00 PM AST 19 de setembro) em 17° 42′ N, 56° 36′ O  –  Furacão Jerry torna-se uma furacão categoria 2 e simultaneamente atinge intensidade máxima com ventos máximos sustentados de 169 km/h (105 mph) e uma pressão barométrica mínima de 976 mbar (28.8 inHg).[33]
- 15:00 UTC (11:00 am AST) em 18° 48′ N, 60° 18′ O  –  O furacão Jerry enfraquece em um furacão de categoria 1 de aproximadamente 130 mi (205 km) a nordeste de Barbuda e 190 mi (300 km) leste-nordeste de Anguilla.[38]

21 de setembro
- 00:00 UTC (8:00 PM AST, 20 de setembro) em 21° 06′ N, 62° 24′ O  –  O furacão Jerry se torna uma tempestade tropical quando passa por cerca de 140 mi (220 km) ao norte das Ilhas Leeward.[33]

22 de setembro
- 00:00 UTC (8:00 PM AST 21 de setembro) em 11° 30′ N, 58° 48′ O  –  A depressão tropical se forma a partir de uma onda tropical de cerca de 120 mi (190 km) a leste de Tobago.[39]
- 06:00 UTC (2:00 am AST) em 11° 48′ N, 59° 54′ O  –  A depressão tropical fortalece a tempestade tropical Karen.[39]

23 de setembro
- 00:00 UTC (8:00 PM AST 22 de setembro) em 11° 00′ N, 20° 24′ O  –  Depressão tropical Treze formas de uma onda tropical de cerca de 320 mi (520 km) a sudoeste de Dakar, Senegal.[40]
- Tempestade tropical Karen em 24 de setembro 06:00 UTC (2:00 am AST) em 11° 00′ N, 21° 54′ O  –  A Depressão Tropical Treze fortalece a Tempestade Tropical Lorenzo.[40]
- 06:00 UTC (2:00 am AST) em 13° 42′ N, 64° 06′ O  –  A tempestade tropical Karen enfraquece para uma depressão tropical[39] cerca de 160 mi (260 km) a oeste de São Vicente e cerca de 315 mi (510 km) ao sul-sudeste de Saint Croix, Ilhas Virgens dos EUA.[41]

24 de setembro
- 06:00 UTC (2:00 am AST) em 16° 24′ N, 65° 48′ O  –  Depressão tropical Karen se fortalece para uma tempestade tropical de cerca de 120 mi (190 km) ao sul-sudoeste de Isla de Vieques, Porto Rico.[39]
- 18:00 UTC (2:00 PM AST) em 30° 54′ N, 69° 06′ O  –  A tempestade tropical Jerry faz a transição para um ciclone pós-tropical de cerca de 282 mi (454 km) a oeste-sudoeste das Bermudas e subsequentemente degenera em uma depressão extratropical de baixa pressão.[33]
- 22:00 UTC (6:00 PM AST) em 18° 06′ N, 65° 24′ O  –  A tempestade tropical Karen atinge a costa de Vieques com ventos sustentados de 74 km/h (46 mph).[39]
- 23:00 UTC (7:00 PM AST) em 18° 18′ N, 65° 18′ O  –  A tempestade tropical Karen atinge a Ilha Culebra, em Porto Rico, com ventos sustentados de 74 km/h (46 mph).[39]

25 de setembro
- 00:00 UTC (8:00 PM AST 24 de setembro) em 18° 30′ N, 65° 12′ O  –  A tempestade tropical Karen atinge sua pressão barométrica mais baixa de 1,003 mbar (29.6 inHg).[39]
- 06:00 UTC (2:00 am AST) em 13° 24′ N, 33° 00′ O  –  Tempestade tropical Lorenzo se fortalece para uma furacão categoria 1.[40]

26 de setembro
- 00:00 UTC (8:00 PM AST 25 de setembro) em 14° 30′ N, 37° 30′ O  –  Furacão Lorenzo torna-se uma furacão categoria 2.[40]
- 12h00 UTC (8:00 am AST) em 15° 12′ N, 39° 48′ O  –  Furacão Lorenzo torna-se uma furacão categoria 3.[40]
- 18:00 UTC (2:00 PM AST) em 16° 00′ N, 40° 36′ O  –  Furacão Lorenzo torna-se uma furacão categoria 4.[40]

27 de setembro
- 12h00 UTC (8:00 am AST) em 28° 48′ N, 60° 00′ O  –  A tempestade tropical Karen enfraquece para uma depressão tropical e se dissipa logo em seguida sobre o Oceano Atlântico central, cerca de 350 mi (560 km) a sudeste das Bermudas.[39]
- 18:00 UTC (2:00 PM AST) em 19° 36′ N, 43° 30′ O  –  Furacão Lorenzo enfraquece para uma furacão categoria 3.[40]

28 de setembro
- 18:00 UTC (2:00 PM AST) em 22° 54′ N, 45° 00′ O  –  Furacão Lorenzo se fortalece para furacão categoria 4.[40]

29 de setembro

Animação IR do furacão Lorenzo atingindo o pico de intensidade em 29 de setembro – SSEC / CIMSS, University of Wisconsin – Madison.

- 03:00 UTC (11:00 PM AST 28 de setembro) em 24° 18′ N, 45° 00′ O  –  Furacão Lorenzo torna-se uma furacão categoria 5, e simultaneamente atinge seu pico de intensidade com ventos máximos sustentados de 260 km/h (160 mph) e uma pressão barométrica mínima de 925 mbar (27.3 inHg) cerca de 1.600 (2.600 km) a sudoeste dos Açores.[40]
- 06:00 UTC (2:00 am AST) em 24° 42′ N, 45° 00′ O  –  Furacão Lorenzo enfraquece para uma furacão categoria 4.[40]
- 12h00 UTC (8:00 am AST) em 25° 36′ N, 44° 48′ O  –  Furacão Lorenzo enfraquece para uma furacão categoria 3.[40]
- 18:00 UTC (2:00 PM AST) em 26° 24′ N, 44° 24′ O  –  Furacão Lorenzo enfraquece para uma furacão categoria 2.[40]

### Outubro
2 de outubro
- 06:00 UTC (2:00 am AST) em 40° 12′ N, 31° 24′ O  –  Furacão Lorenzo enfraquece para uma furacão categoria 1[40] cerca de 55 mi (90 km) a norte da Ilha das Flores, Açores; as ondas geradas por Lorenzo se espalharam por grande parte da bacia do Atlântico Norte.[42]

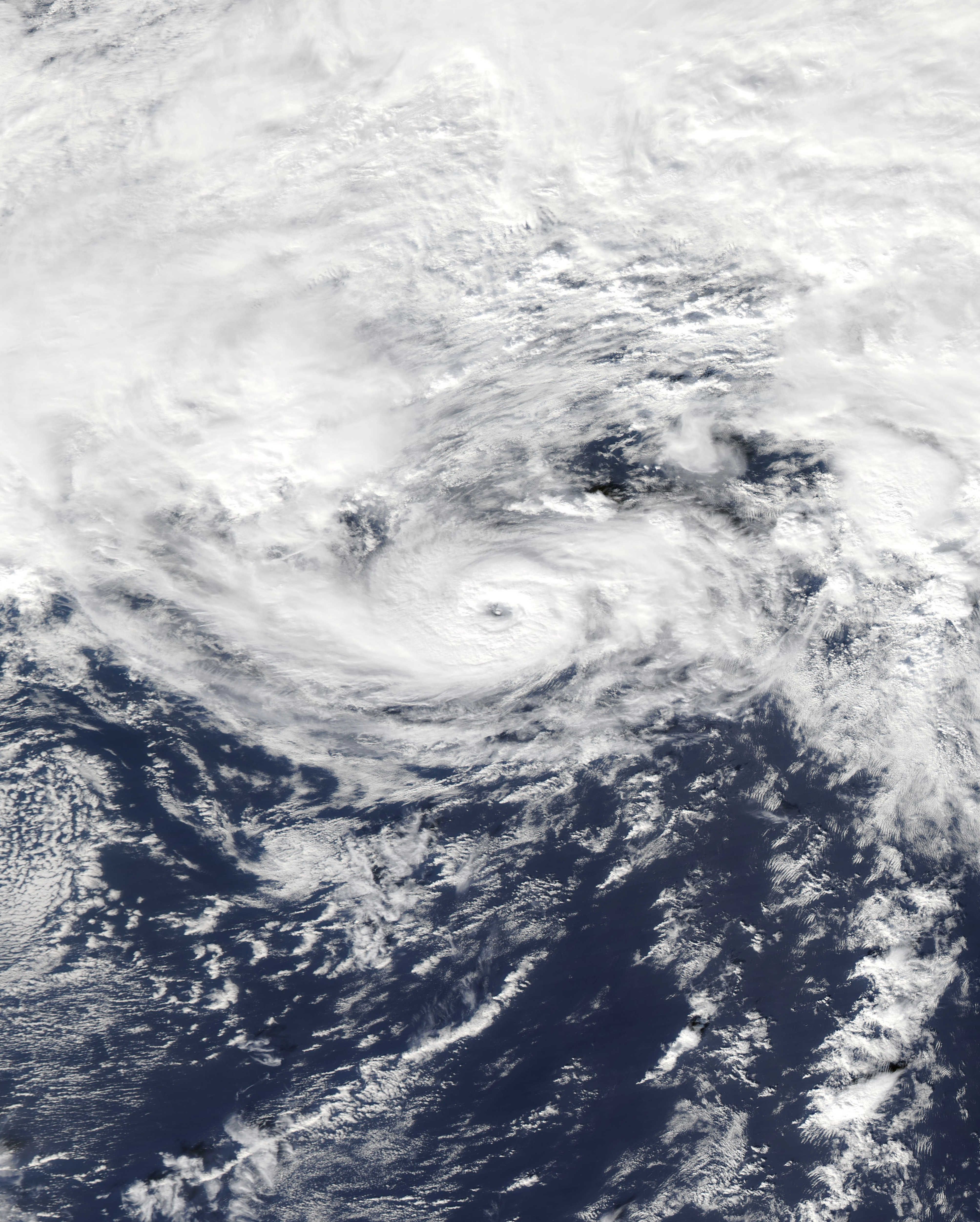
Furacão Pablo em 27 de outubro

- 12h00 UTC (8:00 am AST) em 43° 00′ N, 28° 00′ O  –  O furacão Lorenzo se torna um ciclone pós-tropical frontal de cerca de 280 mi (440 km) ao norte da Ilha da Graciosa, Açores, e subsequentemente se dissipa no noroeste da Irlanda.[40]

11 de outubro
- 06:00 UTC (2:00 am AST) em 38° 24′ N, 68° 42′ O  –  Tempestade subtropical Melissa se forma a partir de um nordeste[43] volta de 210 mi (330 km) ao sul-sudeste de Nantucket, Massachusetts e, simultaneamente, atinge seu pico de intensidade com ventos máximos sustentados de 101 km/h (63 mph) e uma pressão barométrica mínima de 994 mbar (29.4 inHg).[44]

12 de outubro
- 12h00 UTC (8:00 am AST) em 38° 00′ N, 67° 30′ O  –  A tempestade subtropical Melissa transita para uma tempestade tropical de cerca de 260 mi (430 km) sul-sudeste de Nantucket.[44]

14 de outubro
- 12h00 UTC (8:00 am AST) em 40° 48′ N, 52° 54′ O  –  Tempestade tropical Melissa torna-se extratropical cerca de 400 mi (650 km) ao sul de Cape Race, Newfoundland, uma vez que se funde com uma frente próxima e se dissipa.[44]
- 12h00 UTC (8:00 am AST) em 12° 36′ N, 19° 18′ O  –  Depressão tropical Quinze formas de uma onda tropical de cerca de 350 mi (560 km) a sudeste das ilhas de Cabo Verde com ventos máximos sustentados de 56 km/h (35 mph) e uma pressão barométrica mínima de 1,006 mbar (29.7 inHg).[45]

16 de outubro
- 06:00 UTC (2:00 am AST) em 17° 36′ N, 24° 24′ O  –  A Depressão Tropical Quinze degenera em uma ampla área de baixa pressão perto do grupo das Ilhas Barlavento das Ilhas de Cabo Verde e subsequentemente se dissipa.[45]

18 de outubro
- 18:00 UTC (1:00 PM CDT) em 26° 18′ N, 89° 30′ O  –  A tempestade tropical Nestor se forma a partir de uma onda tropical na Baía de Campeche[46] volta de 195 mi (315 km) ao sul da foz do rio Mississippi.[47]

19 de outubro

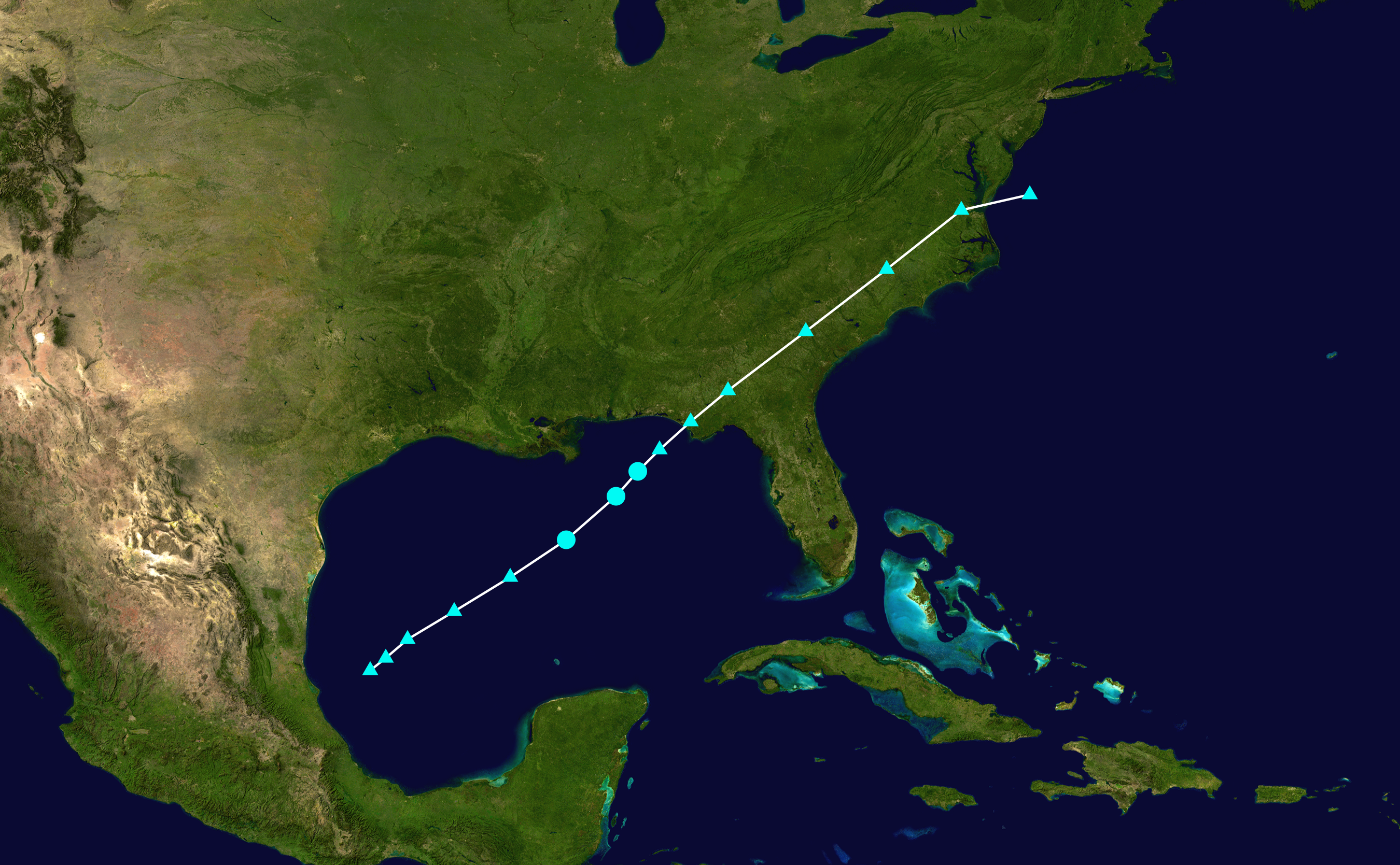
Rastreamento da Tempestade Tropical Nestor

- 00:00 UTC (7:00 PM CDT, 18 de outubro) em 27° 48′ N, 87° 48′ O  –  A tempestade tropical Nestor atinge seu pico de intensidade com ventos máximos sustentados de 93 km/h (58 mph) e uma pressão barométrica mínima de 996 mbar (hPa; 29,42 inHg)[46] cerca de 140 mi (220 km) a sudeste da foz do rio Mississippi e cerca de 215 mi (340 km) a sudoeste da Cidade do Panamá, Flórida.[48]
- 15:00 UTC (10:00 am CDT) em 29° 18′ N, 86° 18′ O  –  A tempestade tropical Nestor torna-se um ciclone pós-tropical cerca de 70 mi (115 km) da Cidade do Panamá e cerca de 85 mi (135 km) oeste-sudoeste de Apalachicola, Florida.[49]
- 18:00 UTC (1:00 PM CDT) em 29° 42′ N, 85° 06′ O  –  O Ciclone Nestor pós-tropical se move para o interior na Ilha de St. Vincent, Flórida, cerca de 5 mi (10 km) oeste-sudoeste de Apalachicola,[50] e subsequentemente degenera em um vale aberto após se mover ao largo da costa atlântica da Virgínia.[46]

25 de outubro
- 00:00 UTC (8:00 PM AST, 24 de outubro) em 35° 54′ N, 35° 06′ O  –  Uma tempestade subtropical se desenvolve a partir de uma área extratropical de baixa pressão de cerca de 400 mi (650 km) oeste-sudoeste do oeste dos Açores.[51]
- 12h00 UTC (7:00 am CDT) em 24° 42′ N, 94° 48′ O  –  A tempestade tropical Olga se forma a partir de uma onda tropical no oeste do Golfo do México, cerca de 390 mi (630 km) ao sul-sudoeste de Lake Charles, Louisiana.[52]
- 18:00 UTC (1:00 PM CDT) em 25° 54′ N, 93° 36′ O  –  A tempestade tropical Olga atinge seu pico de intensidade com ventos máximos sustentados de 74 km/h (46 mph) e uma pressão barométrica mínima de 998 mbar (hPa; 29,42 inHg).[52]
- 18:00 UTC (12:00 PM AST) em 35° 54′ N, 32° 42′ O  –  A tempestade subtropical oeste-sudoeste dos Açores faz a transição para a tempestade tropical Pablo.[51]

26 de outubro
- 00:00 UTC (7:00 PM CDT, 25 de setembro) em 27° 00′ N, 92° 30′ O  –  A tempestade tropical Olga se torna um ciclone pós-tropical.[52]
- 07:00 UTC (2:00 am CDT) em 29° 12′ N, 91° 12′ O  –  O ciclone pós-tropical Olga chega à costa ao sul de Morgan City, Louisiana,[53] e, subsequentemente, se dissipa no centro de Ontário.[52]

27 de outubro
- 12h00 UTC (8:00 am AST) em 41° 54′ N, 18° 48′ O  –  Tempestade tropical Pablo se fortalece para uma furacão categoria 1 depois de passar a sudeste dos Açores.[52]
- 18:00 UTC (2:00 PM AST) em 44° 06′ N, 17° 18′ O  –  O furacão Pablo atinge seu pico de intensidade com ventos sustentados máximos de 130 km/h (80 mph) e uma pressão barométrica mínima de 977 mbar (hPa; 28,85 inHg)[52] aproximadamente 650 mi (1.050 km) a nordeste da Base Aérea das Lajes nos Açores.[54]

28 de outubro
- 00:00 UTC (8:00 PM AST de 27 de outubro) em 45° 30′ N, 17° 00′ O  –  O furacão Pablo se torna uma tempestade tropical.
- 12h00 UTC (8:00 am AST) em 46° 30′ N, 17° 54′ O  –  A tempestade tropical Pablo se transforma em um ciclone extratropical de cerca de 720 milhas (1.160 km) a norte-nordeste do leste dos Açores e posteriormente se dissipa.[51]

30 de outubro
- 12h00 UTC (8:00 am AST) em 38° 18′ N, 40° 42′ O  –  A tempestade subtropical Rebekah se forma a partir de uma baixa extratropical de cerca de 630 mi (1.020 km) a oeste da Ilha das Flores no oeste dos Açores, e em simultâneo atinge o seu pico de intensidade com ventos máximos sustentados de 84 km/h (52 mph) e uma pressão barométrica mínima de 982 mbar (29.0 inHg).[55]

### novembro
1 de novembro
- 06:00 UTC (2:00 am AST) em 40° 36′ N, 30° 12′ O  –  A tempestade subtropical Rebekah torna-se extratropical e mais tarde dissipa cerca de 120 mi (190 km) a norte dos Açores.[55]

19 de novembro
- 06:00 UTC (2:00 am AST) em 19° 24′ N, 58° 06′ O  –  A tempestade tropical Sebastien se forma de uma grande área de clima perturbado cerca de 270 mi (435 km) a nordeste das Ilhas Leeward.[56]

23 de novembro
- 00:00 UTC (8:00 PM AST, 22 de novembro) em 26° 42′ N, 52° 36′ O  –  A tempestade tropical Sebastien atinge seu pico de intensidade com ventos sustentados máximos de 110 km/h (70 mph) e uma pressão barométrica mínima de 991 mbar (hPa; 29,36 inHg).[56]

25 de novembro
- 00:00 UTC (8:00 PM AST, 24 de novembro) em 40° 00′ N, 30° 54′ O  –  A tempestade tropical Sebastien transita para um ciclone extratropical perto da Ilha das Flores, Açores e, subsequentemente, se dissipa perto da Grande Londres.[56]

30 de novembro
- A temporada de furacões no oceano Atlântico de 2019 termina oficialmente.[3]